# Овчаренко, Владимир Петрович
Владимир Петрович Овчаренко (род. 20 февраля 1963) — российский финансист, предприниматель, галерист, основатель московской галереи OVCHARENKO (до 2018 года Галереи «Риджина»), аукциона VLADEY и арт-шоу DA!MOSCOW.

## Биография
В 1985 году закончил Московский финансовый институт.
В 1990 году создал в Москве галерею «Риджина» (В 2018 переименована в галерею OVCHARENKO). В это же время занимался бизнесом: в 1992—1993 годах возглавлял финансово-промышленную группу «Русский мир», с 1993 по 1995 год — Европейский торговый банк, а затем — финансово-промышленную группу Politex.
С 1999 года полностью посвятил себя сфере современного искусства, самостоятельно занявшись всеми аспектами деятельности галереи. В 2009 вошёл в число «50 самых влиятельных людей в российском искусстве» по мнению журнала Артхроника.
В 2010 году Владимир Овчаренко стал первым русским галеристом, совершившим заграничную экспансию: 29 апреля в Лондоне выставкой Семёна Файбисовича «Отверженные» было открыто лондонское отделение галереи.
В декабре 2010 года стал одним из главных организаторов новой ярмарки современного искусства Cosmoscow.
В 2012 году в сотрудничестве с группой ГУТА в одном из помещений бывшей кондитерской фабрики «Красный октябрь» открыл галерею Red October.
В мае 2013 года основал аукцион «VLADEY». Первые торги прошли 23 мая в пространстве Red October.
В мае 2019 года открыл арт-шоу DA! MOSCOW, которое прошло в Гостинном Дворе.

## Семья
- сын Михаил — создатель галереи «Арт Берлога»[10].
- сын Демьян [11]
- дочь Ульяна Овчаренко[12]
- дочь Анна (2019)[13]